# Barsanuphe de Tver
Pour les articles homonymes, voir Barsanuphe (homonymie).
Barsanuphe de Tver, en russe Varsonofi Tversky est un higoumène et un saint orthodoxe russe. Fête le 2 mars.

## Biographie
Barsanuphe naît dans la famille d'un prêtre vers 1495 à Serpoukhov. Il était le frère de saint Sabas de Tver commémoré comme saint avec lui le 2 mars. Capturé lors d'un raid tatare, il apprend la langue et s'échappe au bout de trois ans. Il entre au monastère Andronikov de Moscou. Après de nombreuses années de vie cénobitique, il est nommé à la tête du monastère Saint-Nicolas sur la Pesnotcha à Dimitrov. En 1553, le tsar Ivan IV de Russie visite son monastère sur le chemin de Saint-Cyrille de Beloozero où il avait fait vœu de se rendre après sa maladie.
Ivan IV se souvint de lui au moment de l'organisation de l'évêché de Kazan nouvellement conquise et le nomma higoumène du monastère de la Transfiguration-du-Sauveur de Kazan. Sa connaissance du tatar et ses relations personnelles avec le nouvel évêque, Gouri de Kazan, a joué sans doute dans la décision. Le monastère reste peu peuplé (sept moines), mais à la fin du XVIe siècle, le nombre des moines s'élève à mille trois frères. Il demeure environ douze ans higoumène, puis quatre ans évêque de Tver. Dans le contexte troublé de la fin du règne d'Ivan IV, il démissionna de sa charge et revint dans son monastère de Kazan en 1571. Il y finit ses jours paisiblement et mourut le 11 avril 1576.

## Sources
- (de) Michael Klimenko, Ausbreitung des Christentums in Russland seit Vladimir dem Heiligen bis zum 17. Jahrhundert: Versuch einer Übersicht nach russischen Quellen, Berlin & Hambourg, Lutherisches Verlagshaus, 1969, p. 234 et ss